# Невіль-пре-Се
Неві́ль-пре-Се (фр. Neuville-près-Sées) — колишній муніципалітет у Франції, у регіоні Нормандія, департамент Орн. Населення — 142 осіб (2011).
Муніципалітет був розташований на відстані близько 160 км на захід від Парижа, 75 км на південний схід від Кана, 27 км на північ від Алансона.

## Історія
До 2015 року муніципалітет перебував у складі регіону Нижня Нормандія. Від 1 січня 2016 року належав до нового об'єднаного регіону Нормандія.
1 січня 2016 року Невіль-пре-Се і Мармує було приєднано до муніципалітету Шаюе.

## Демографія
Динаміка населення (Insee ):
Розподіл населення за віком та статтю (2006):
| Стать | Всього | До 15 років | 15-24 | 25-44 | 45-64 | 65-85 | Понад 85 |
| --- | ------ | ----------- | ----- | ----- | ----- | ----- | -------- |
| Чоловіки | 60     | 4           | 16    | 20    | 16    | 4     | 0        |
| Жінки | 52     | 8           | 12    | 12    | 16    | 4     | 0        |
| \| Статево-вікова піраміда \| Статево-вікова піраміда \| Статево-вікова піраміда \| \| ----------------------- \| ----------------------- \| ----------------------- \| \| Чоловіки \| Вік \| Жінки \| \| 0 \| 85 + \| 0 \| \| 0 \| 80-84 \| 0 \| \| 4 \| 75-79 \| 4 \| \| 0 \| 70-74 \| 0 \| \| 0 \| 65-69 \| 0 \| \| 0 \| 60-64 \| 0 \| \| 8 \| 55-59 \| 4 \| \| 8 \| 50-54 \| 8 \| \| 0 \| 45-49 \| 4 \| \| 0 \| 40-44 \| 0 \| \| 8 \| 35-39 \| 4 \| \| 8 \| 30-34 \| 4 \| \| 4 \| 25-29 \| 4 \| \| 16 \| 20-24 \| 8 \| \| 0 \| 15-20 \| 4 \| \| 0 \| 10-14 \| 0 \| \| 0 \| 5-9 \| 0 \| \| 4 \| 0-4 \| 8 \| |        |             |       |       |       |       |          |
| Статево-вікова піраміда |        |             |       |       |       |       |          |
| Чоловіки | Вік    | Жінки       |       |       |       |       |          |
| 0 | 85 +   | 0           |       |       |       |       |          |
| 0 | 80-84  | 0           |       |       |       |       |          |
| 4 | 75-79  | 4           |       |       |       |       |          |
| 0 | 70-74  | 0           |       |       |       |       |          |
| 0 | 65-69  | 0           |       |       |       |       |          |
| 0 | 60-64  | 0           |       |       |       |       |          |
| 8 | 55-59  | 4           |       |       |       |       |          |
| 8 | 50-54  | 8           |       |       |       |       |          |
| 0 | 45-49  | 4           |       |       |       |       |          |
| 0 | 40-44  | 0           |       |       |       |       |          |
| 8 | 35-39  | 4           |       |       |       |       |          |
| 8 | 30-34  | 4           |       |       |       |       |          |
| 4 | 25-29  | 4           |       |       |       |       |          |
| 16 | 20-24  | 8           |       |       |       |       |          |
| 0 | 15-20  | 4           |       |       |       |       |          |
| 0 | 10-14  | 0           |       |       |       |       |          |
| 0 | 5-9    | 0           |       |       |       |       |          |
| 4 | 0-4    | 8           |       |       |       |       |          |

## Економіка
2010 року серед 80 осіб працездатного віку (15—64 років) 62 були активними, 18 — неактивними (показник активності 77,5%, у 1999 році було 63,1%). З 62 активних мешканців працювало 55 осіб (32 чоловіки та 23 жінки), безробітними було 7 (1 чоловік та 6 жінок). Серед 18 неактивних 9 осіб було учнями чи студентами, 4 — пенсіонерами, 5 були неактивними з інших причин.

У 2010 році в муніципалітеті числилось 52 оподатковані домогосподарства, у яких проживали 144,0 особи, медіана доходів виносила 14 337 євро на одного особоспоживача